# Grootmazig netpluimpje
Het grootmazig netpluimpje (Stemonitis splendens) is een soort slijmzwam. Het leeft saprotroof op dood hout. Het komt voor in naaldbos en gemengd bos.

## Kenmerken
De sporangia zijn donker paarsachtig bruin, glad, droog, 10-20 mm lang en 1-2 mm in diameter. De steel is zwart, 3-5 mm lang en minder dan 1 mm dik.
De sporen hebben een diameter van 6–9 µm, zijn bruin, bolvormig en bedekt met kleine wratjes.

## Ecologie en verspreiding
Exemplaren groeien in kleine, compacte groepen op beschut, rottend hout. 

## Verspreiding
Het grootmazig netpluimpje komt voor op alle continenten met uitzondering van Antarctica. De meeste waarnemingen komen uit Europa en Noord-Amerika. In Nederland komt het zeldzaam voor.